# 구글 익스프레스

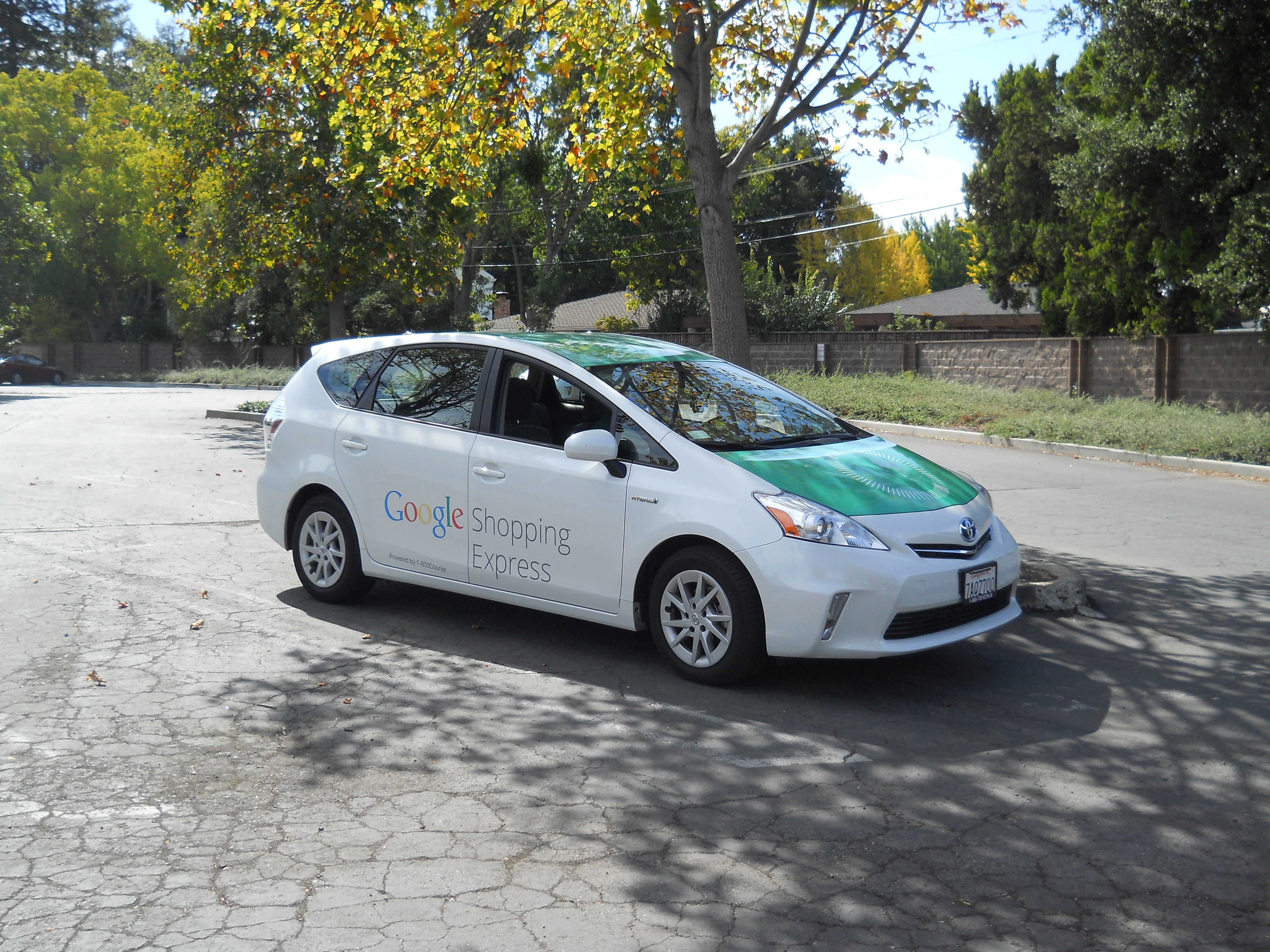
구글 쇼핑 익스프레스 차량

구글 익스프레스(Google Express, 구 명칭: 구글 쇼핑 익스프레스)는 구글의 과거의 서비스였다.
2019년 5월 구글 마케팅 라이브에서 구글은 구글 익스프레스와 2,000개 이상의 파트너 매장을 새로운 구글 쇼핑에 통합한다고 발표했다. 구글 쇼핑은 익스프레스의 기능과 기능에 더해 온라인 및 오프라인 상점에서 가격과 구매 장소를 비교하는 기능과 같은 구글 쇼핑의 다른 기존 기능을 통합한다.
구글 익스프레스는 미국 일부 지역에서 사용할 수 있는 구글의 쇼핑 서비스로 샌프란시스코반도 전역에서 무료 평가판으로 출시되었다. 원래는 당일배송이었으나 이후 당일배송, 익일배송으로 확대되었다. 가격은 원래 오프라인 쇼핑과 동일했지만 나중에 인상되었다. 구글 익스프레스 도움말에는 "매장에서 상품 가격을 설정하기 때문에 매장에서 보는 것과 다른 구글 익스프레스 가격이 표시되는 경우가 있다. 이는 판매자와 상품을 판매하는 매장 위치에 따라 다르다"라고 적혀있었다.
이 서비스는 2013년 3월 샌프란시스코에서 남쪽으로 캘리포니아주 산호세까지 처음 발표되었다. 소매업체에는 전국 매장과 지역 매장이 혼합되어 있다. 2013년 9월 25일에 공개적으로 출시되었으며 일부 소매업체가 추가되었지만 여전히 샌프란시스코와 실리콘 밸리로 제한되어 있다. 안드로이드 및 애플 스마트폰용 앱은 같은 날 발표되었다. 이를 사용하면 고객이 로열티 계정을 사용할 수 있다. 2014년 5월에는 뉴욕과 웨스트 로스앤젤레스로 서비스가 확장되었고, 2014년 10월에는 시카고, 보스턴, 워싱턴 DC 및 추가 소매점에 서비스가 추가되었다.
출시 당시 구글은 테스터 및 가입 후 처음 6개월 동안 가입비를 면제했다. 수수료는 아마존 프라임보다 다소 낮다. 일부 시장에서 당일 배송도 테스트하고 있는 아마존이 주요 경쟁사이다. 서비스가 88개의 우편번호로 제공되었던 2013년 8월 현재 약 50대의 구글 쇼핑 익스프레스 상징의 토요타 프리우스 세단으로 배송이 시작되었다. 차량은 나중에 포드 트랜싯 밴을 포함하도록 확장되었으며 회사는 일부 지역에서 자전거 및 도보 배송을 사용할 수 있다고 발표했다. 배송은 처음에는 1-800-Courier, 나중에는 온트랙(OnTrac)인 택배 서비스에 하도급된다. 테스트 단계에서 소매업체는 청구되지 않았거나 소액의 수수료만 지불했다. 고객은 쇼핑 정류장당 5달러를 지불하고 3~5시간 내에 배송을 받는다. 고객은 구글 페이 계정이 있어야 한다.
이 서비스는 상품 픽업 및 배송 위치의 지도를 표시하고 항상 성공적이지는 않지만 가장 가까운 판매점을 사용하려고 시도한다.
2017년 10월 가맹점 파트너에는 월마트, 타깃, 코스트코 및 프라이스 일렉트로닉스(Fry's Electronics)가 포함되었다.